# El Segundo

Los Angeles county: Staden El Segundo är markerad med rött, övriga städer i countyt är markerade i grått och "unincorporated areas" är de vita områdena.

El Segundo är en stad i Los Angeles County, Kalifornien. Staden ligger vid stilla havet omedelbart söder om Los Angeles International Airport (LAX). I staden finns Los Angeles Air Force Base som är högkvarter för Space Systems Command.
Söder om El Segundo ligger staden Manhattan Beach.
Enligt United States Census Bureau är stadens areal 28,0 km², 14,3 km² är land och 13,6 km² är vatten.

## Befolkning
Antal invånare var 16033 personer vid folkräkningen år 2000.
Befolkningen bestod av 83,61% "Vita", 1,17% "svarta"/afroamerikaner, 6,41% asiater, 3,51% "av annan ras". 11,01% av befolkningen var latinamerikaner "oavsett ras".
Per capita-inkomst för stadens invånare var $33 996 USD. Cirka 4,6% levde under fattigdomsgränsen.